# Prima Lega 1995-1996 (calcio)
La Prima Lega 1995-1996 è la 99ª edizione del terzo livello del calcio svizzero.

## Gruppo 1

### Classifica finale
|  | Pos. | Squadra         | Pt | G  | V  | N | P  | GF | GS | DR  |
|  | ---- | --------------- | -- | -- | -- | - | -- | -- | -- | --- |
|  | 1.   | Renens          | 56 | 26 | 16 | 8 | 2  | 57 | 23 | +34 |
|  | 2.   | Meyrin          | 56 | 26 | 18 | 2 | 6  | 57 | 25 | +32 |
|  | 3.   | Chênois         | 55 | 26 | 17 | 4 | 5  | 56 | 26 | +30 |
|  | 4.   | Stade Nyonnais  | 52 | 26 | 15 | 7 | 4  | 69 | 30 | +39 |
|  | 5.   | Bulle           | 42 | 26 | 12 | 6 | 8  | 43 | 33 | +10 |
|  | 6.   | Monthey         | 41 | 26 | 11 | 8 | 7  | 52 | 36 | +16 |
|  | 7.   | Martigny        | 38 | 26 | 10 | 8 | 8  | 52 | 47 | +5  |
|  | 8.   | Grand-Lancy     | 36 | 26 | 10 | 6 | 10 | 39 | 43 | -4  |
|  | 9.   | Echallens       | 31 | 26 | 9  | 4 | 13 | 35 | 49 | -14 |
|  | 10.  | Stade Lausanne  | 30 | 26 | 8  | 6 | 12 | 29 | 43 | -14 |
|  | 11.  | Montreux-Sports | 26 | 26 | 7  | 5 | 14 | 30 | 48 | -18 |
|  | 12.  | Vevey           | 22 | 26 | 5  | 7 | 14 | 31 | 53 | -22 |
|  | 13.  | Fully           | 16 | 26 | 4  | 4 | 18 | 36 | 80 | -44 |
|  | 14.  | Raron           | 6  | 26 | 1  | 3 | 22 | 19 | 69 | -50 |

Legenda:
      Promosso in Lega Nazionale B.
      Ammesso al play-off promozione.
 Va ai play-off retrocessione.
      Retrocesso in Seconda Lega 1996-1997.
Regolamento:
Tre punti a vittoria, uno a pareggio, zero a sconfitta.
In caso di arrivo di due o più squadre a pari punti, la graduatoria finale verrà stilata secondo la classifica avulsa tra le squadre interessate che prevede, in ordine, i seguenti criteri:
- Punti negli scontri diretti
- Differenza reti negli scontri diretti
- Differenza reti generale
- Reti realizzate in generale
- Sorteggio

## Gruppo 2

### Classifica finale
|  | Pos. | Squadra           | Pt | G  | V  | N  | P  | GF | GS | DR  |
|  | ---- | ----------------- | -- | -- | -- | -- | -- | -- | -- | --- |
|  | 1.   | Friburgo          | 66 | 26 | 21 | 3  | 2  | 66 | 18 | +48 |
|  | 2.   | Münsingen         | 47 | 26 | 14 | 5  | 7  | 47 | 30 | +17 |
|  | 3.   | Grenchen          | 46 | 26 | 12 | 10 | 4  | 42 | 26 | +16 |
|  | 4.   | Thun              | 44 | 26 | 14 | 2  | 10 | 46 | 38 | +8  |
|  | 5.   | Bienne            | 39 | 26 | 11 | 6  | 9  | 40 | 28 | +12 |
|  | 6.   | Colombier         | 39 | 26 | 11 | 6  | 9  | 38 | 30 | +8  |
|  | 7.   | Lyss              | 38 | 26 | 9  | 11 | 6  | 39 | 39 | 0   |
|  | 8.   | Serrières         | 34 | 26 | 9  | 7  | 10 | 43 | 36 | +7  |
|  | 9.   | La Chaux-de-Fonds | 31 | 26 | 9  | 4  | 13 | 33 | 46 | -13 |
|  | 10.  | Bümpliz           | 30 | 26 | 8  | 6  | 12 | 38 | 44 | -6  |
|  | 11.  | Concordia Basilea | 29 | 26 | 9  | 2  | 15 | 40 | 58 | -18 |
|  | 12.  | Riehen            | 28 | 26 | 7  | 7  | 12 | 44 | 46 | -2  |
|  | 13.  | Old Boys Basilea  | 23 | 26 | 6  | 5  | 15 | 30 | 58 | -28 |
|  | 14.  | Le Locle          | 12 | 26 | 2  | 6  | 18 | 13 | 62 | -49 |

Legenda:
      Ammesso al play-off promozione.
 Va ai play-off retrocessione.
      Retrocesso in Seconda Lega 1996-1997.
Regolamento:
Tre punti a vittoria, uno a pareggio, zero a sconfitta.
In caso di arrivo di due o più squadre a pari punti, la graduatoria finale verrà stilata secondo la classifica avulsa tra le squadre interessate che prevede, in ordine, i seguenti criteri:
- Punti negli scontri diretti
- Differenza reti negli scontri diretti
- Differenza reti generale
- Reti realizzate in generale
- Sorteggio

### Tabellone
Ogni riga indica i risultati casalinghi della squadra segnata a inizio della riga, contro le squadre segnate colonna per colonna (che invece avranno giocato l'incontro in trasferta). Al contrario, leggendo la colonna di una squadra si avranno i risultati ottenuti dalla stessa in trasferta, contro le squadre segnate in ogni riga, che invece avranno giocato l'incontro in casa.
|                   | BIE  | BÜM  | COL  | CON  | FRI  | GRE  | LA   | LE   | LYS  | MÜN  | OLD  | RIE  | SER  | THU  |
| ----------------- | ---- | ---- | ---- | ---- | ---- | ---- | ---- | ---- | ---- | ---- | ---- | ---- | ---- | ---- |
| Bienne            | –––– | 0-0  | 0-0  | 8-1  | 1-0  | 1-2  | 0-1  | 3-0  | 1-1  | 0-1  | 5-1  | 2-0  | 1-0  | 0-4  |
| Bümpliz           | 1-1  | –––– | 1-2  | 1-2  | 1-3  | 1-1  | 3-3  | 3-0  | 3-2  | 1-2  | 2-0  | 1-0  | 2-1  | 2-3  |
| Colombier         | 1-4  | 2-3  | –––– | 4-0  | 0-1  | 0-1  | 2-0  | 2-1  | 4-0  | 0-1  | 1-1  | 2-4  | 4-1  | 2-1  |
| Concordia Basilea | 3-1  | 2-3  | 1-2  | –––– | 1-2  | 2-3  | 2-3  | 3-0  | 1-3  | 0-5  | 1-2  | 1-1  | 3-2  | 0-1  |
| Fribourg          | 1-0  | 4-1  | 1-0  | 4-0  | –––– | 1-1  | 2-0  | 2-0  | 7-3  | 1-1  | 5-0  | 5-1  | 0-0  | 2-1  |
| Grenchen          | 1-1  | 1-1  | 4-0  | 3-1  | 2-1  | –––– | 4-1  | 0-0  | 1-1  | 0-4  | 1-0  | 1-1  | 1-1  | 3-0  |
| La Chaux-de-Fonds | 1-3  | 1-0  | 0-0  | 2-5  | 0-2  | 2-1  | –––– | 1-0  | 1-2  | 1-1  | 2-1  | 0-3  | 3-1  | 1-2  |
| Le Locle          | 1-1  | 1-1  | 1-1  | 1-3  | 1-5  | 1-6  | 2-0  | –––– | 1-1  | 0-2  | 2-2  | 0-4  | 0-3  | 1-0  |
| Lyss              | 1-0  | 1-3  | 1-1  | 0-0  | 0-2  | 0-0  | 2-3  | 1-0  | –––– | 5-2  | 2-0  | 2-1  | 2-2  | 2-2  |
| Münsingen         | 3-1  | 4-2  | 0-0  | 1-0  | 1-4  | 1-2  | 2-0  | 3-0  | 0-1  | –––– | 3-0  | 3-0  | 2-2  | 0-3  |
| Old Boys          | 1-2  | 1-0  | 1-3  | 1-3  | 2-4  | 0-0  | 0-5  | 3-0  | 1-1  | 1-2  | –––– | 2-2  | 2-0  | 2-4  |
| Riehen            | 1-3  | 3-2  | 1-2  | 1-2  | 1-4  | 1-0  | 1-1  | 5-0  | 1-1  | 1-1  | 1-2  | –––– | 2-3  | 4-0  |
| Serrières         | 2-0  | 1-0  | 0-3  | 0-2  | 0-1  | 3-0  | 2-0  | 6-0  | 1-1  | 3-2  | 5-0  | 2-2  | –––– | 1-1  |
| Thun              | 0-1  | 3-0  | 1-0  | 4-1  | 0-2  | 1-3  | 3-1  | 1-0  | 1-3  | 2-0  | 2-4  | 4-2  | 2-1  | –––– |

## Gruppo 3

### Classifica finale
|  | Pos. | Squadra       | Pt | G  | V  | N  | P  | GF | GS | DR  |
|  | ---- | ------------- | -- | -- | -- | -- | -- | -- | -- | --- |
|  | 1.   | Bellinzona    | 65 | 26 | 20 | 5  | 1  | 66 | 13 | +53 |
|  | 2.   | Ascona        | 52 | 26 | 15 | 7  | 4  | 44 | 23 | +21 |
|  | 3.   | Buochs        | 52 | 26 | 15 | 7  | 4  | 50 | 22 | +28 |
|  | 4.   | Zugo          | 43 | 26 | 12 | 7  | 7  | 35 | 24 | +11 |
|  | 5.   | Freienbach    | 41 | 26 | 11 | 8  | 7  | 40 | 38 | +2  |
|  | 6.   | Muri          | 31 | 26 | 9  | 4  | 13 | 29 | 35 | -6  |
|  | 7.   | Suhr          | 31 | 26 | 6  | 13 | 7  | 28 | 34 | -6  |
|  | 8.   | Klus/Balsthal | 31 | 26 | 7  | 10 | 9  | 36 | 43 | -7  |
|  | 9.   | Sursee        | 30 | 26 | 8  | 6  | 12 | 29 | 36 | -7  |
|  | 10.  | Hochdorf      | 29 | 26 | 7  | 8  | 11 | 25 | 33 | -8  |
|  | 11.  | Mendrisio     | 29 | 26 | 8  | 5  | 13 | 25 | 41 | -16 |
|  | 12.  | Emmenbrücke   | 28 | 26 | 8  | 4  | 14 | 29 | 47 | -18 |
|  | 13.  | Tresa         | 24 | 26 | 6  | 6  | 14 | 25 | 35 | -10 |
|  | 14.  | Kölliken      | 13 | 26 | 3  | 4  | 19 | 19 | 56 | -37 |

Legenda:
      Ammesso al play-off promozione.
 Va ai play-off retrocessione.
      Retrocesso in Seconda Lega 1996-1997.
Regolamento:
Tre punti a vittoria, uno a pareggio, zero a sconfitta.
In caso di arrivo di due o più squadre a pari punti, la graduatoria finale verrà stilata secondo la classifica avulsa tra le squadre interessate che prevede, in ordine, i seguenti criteri:
- Punti negli scontri diretti
- Differenza reti negli scontri diretti
- Differenza reti generale
- Reti realizzate in generale
- Sorteggio

### Spareggio 2º posto
|        | Risultati |        | Luogo e data                 |  |
| ------ | --------- | ------ | ---------------------------- |  |
| Ascona | 2 - 0     | Buochs | a Bellinzona, 21 maggio 1996 |  |
|        |           |        |                              |  |

## Gruppo 4

### Classifica finale
|  | Pos. | Squadra         | Pt | G  | V  | N  | P  | GF | GS | DR  |
|  | ---- | --------------- | -- | -- | -- | -- | -- | -- | -- | --- |
|  | 1.   | Gossau          | 52 | 26 | 16 | 4  | 6  | 66 | 29 | +37 |
|  | 2.   | Alstetten       | 49 | 28 | 13 | 8  | 5  | 53 | 28 | +25 |
|  | 3.   | Tuggen          | 47 | 28 | 13 | 6  | 7  | 46 | 31 | +15 |
|  | 4.   | Frauenfeld      | 36 | 22 | 10 | 10 | 6  | 33 | 26 | +7  |
|  | 5.   | Rorschach       | 36 | 24 | 10 | 8  | 8  | 40 | 37 | +3  |
|  | 6.   | Dübendorf       | 38 | 28 | 10 | 6  | 10 | 46 | 49 | -3  |
|  | 7.   | Red Star Zurigo | 38 | 28 | 10 | 6  | 10 | 40 | 44 | -4  |
|  | 8.   | YF Juventus     | 34 | 25 | 9  | 8  | 9  | 36 | 35 | +1  |
|  | 9.   | Glarus          | 35 | 26 | 9  | 8  | 9  | 40 | 45 | -5  |
|  | 10.  | Bülach          | 35 | 27 | 9  | 7  | 10 | 35 | 44 | -9  |
|  | 11.  | Sciaffusa       | 29 | 23 | 8  | 8  | 10 | 29 | 36 | -7  |
|  | 12.  | Vaduz           | 25 | 22 | 7  | 8  | 11 | 26 | 38 | -12 |
|  | 13.  | Brühl           | 23 | 26 | 6  | 5  | 15 | 34 | 60 | -26 |
|  | 14.  | Stäfa           | 16 | 26 | 4  | 4  | 18 | 26 | 48 | -22 |

Legenda:
      Promosso in Lega Nazionale B.
      Ammesso al play-off promozione.
 Va ai play-off retrocessione.
      Retrocesso in Seconda Lega 1996-1997.
Regolamento:
Tre punti a vittoria, uno a pareggio, zero a sconfitta.
In caso di arrivo di due o più squadre a pari punti, la graduatoria finale verrà stilata secondo la classifica avulsa tra le squadre interessate che prevede, in ordine, i seguenti criteri:
- Punti negli scontri diretti
- Differenza reti negli scontri diretti
- Differenza reti generale
- Reti realizzate in generale
- Sorteggio

## Play-off promozione

### Primo turno
|           | Risultati |            | Luogo e data   |  |
| --------- | --------- | ---------- | -------------- |  |
| Münsingen | 1 - 0     | Renens     | 25 maggio 1996 |  |
| Alstetten | 0 - 1     | Bellinzona | 25 maggio 1996 |  |
| Ascona    | 1 - 1     | Gossau     | 25 maggio 1996 |  |
| Meyrin    | 0 - 0     | Friburgo   | 25 maggio 1996 |  |
|           |           |            |                |  |

|            | Risultati       |           | Luogo e data   |  |
| ---------- | --------------- | --------- | -------------- |  |
| Renens     | 1 - 0 (6-5 dcr) | Münsingen | 1º giugno 1996 |  |
| Bellinzona | 1 - 1           | Alstetten | 1º giugno 1996 |  |
| Gossau     | 4 - 3           | Ascona    | 1º giugno 1996 |  |
| Friburgo   | 0 - 2           | Meyrin    | 1º giugno 1996 |  |
|            |                 |           |                |  |

### Secondo turno
|        | Risultati |            | Luogo e data  |  |
| ------ | --------- | ---------- | ------------- |  |
| Meyrin | 2 - 2     | Renens     | 4 giugno 1996 |  |
| Gossau | 1 - 0     | Bellinzona | 4 giugno 1996 |  |
|        |           |            |               |  |

|            | Risultati |        | Luogo e data  |  |
| ---------- | --------- | ------ | ------------- |  |
| Renens     | 2 - 6     | Meyrin | 7 giugno 1996 |  |
| Bellinzona | 0 - 3     | Gossau | 7 giugno 1996 |  |
|            |           |        |               |  |

## Play-off retrocessione

### Primo turno
|        | Risultati |             | Luogo e data             |  |
| ------ | --------- | ----------- | ------------------------ |  |
| Vaduz  | 5 - 0     | Emmenbrücke | a Tuggen, 25 maggio 1996 |  |
| Riehen | 4 - 0     | Vevey       | a Bienne, 25 maggio 1996 |  |
|        |           |             |                          |  |

### Secondo turno
|             | Risultati |             | Luogo e data  |  |
| ----------- | --------- | ----------- | ------------- |  |
| Vevey       | 1 - 1     | Emmenbrücke | 2 giugno 1996 |  |
| Emmenbrücke | 1 - 6     | Vevey       | 9 giugno 1996 |  |
|             |           |             |               |  |